# گکوی مخملی خال‌دار شمالی

گکوی مخملی خال‌دار شمالی

گکوی مخملی خال‌دار شمالی (نام علمی: Oedura coggeri) نام یک گونه از سرده گکوهای مخملی است.